# Application de la loi dans le temps
La question de l'application de la loi dans le temps  concerne les effets juridiques de la loi nouvelle et dans quelle mesure elle s'applique à des situations nées avant son entrée en vigueur. 

## Droit par pays

### Droit canadien

#### Droit québécois
En droit québécois, les règles relatives à l'application de la loi dans le temps se trouvent dans la Loi d'interprétation ou dans le régime transitoire spécial de la Loi sur l'application de la réforme du Code civil. Le législateur a adopté une loi particulière pour résoudre les possibles conflits de loi entre le Code civil du Bas-Canada et le Code civil du Québec.

### Droit français
En droit privé français, une loi nouvelle entrant en vigueur, même si elle a le même objet qu'une loi ancienne, ne se substitue pas purement et simplement à celle-ci. La loi ancienne continue d’avoir certains effets. À défaut de dispositions transitoires qui règlent explicitement le passage entre les deux lois, il faut déterminer concrètement les effets juridiques de la loi nouvelle. Il faut en particulier déterminer dans quelle mesure la loi nouvelle s'applique à des situations nées avant son entrée en vigueur. 